# Baeoura inaequiarmata
Baeoura inaequiarmata är en tvåvingeart som först beskrevs av Alexander 1953.  Baeoura inaequiarmata ingår i släktet Baeoura och familjen småharkrankar. Inga underarter finns listade i Catalogue of Life.